# Comuna de Muchar
Mucharz (polaco: Gmina Mucharz) é uma gminy (comuna) na Polónia, na voivodia de Pequena Polónia e no condado de Wadowicki. A sede do condado é a cidade de Mucharz.
De acordo com os censos de 2004, a comuna tem 3839 habitantes, com uma densidade 102,9 hab/km².

## Área
Estende-se por uma área de 37,32 km², incluindo:
- área agricola: 37%
- área florestal: 41%

## Demografia
Dados de 30 de Junho 2004:
|                      | Total   | Total | Mulheres | Mulheres | Homens  | Homens |
| -------------------- | ------- | ----- | -------- | -------- | ------- | ------ |
|                      | pessoas | %     | pessoas  | %        | pessoas | %      |
| População            | 3839    | 100   | 1895     | 49,4     | 1944    | 50,6   |
| Densidade (pop./km²) | 102,9   | 100   | 50,8     | 50,8     | 52,1    | 52,1   |

De acordo com dados de 2002, o rendimento médio per capita ascendia a 1390,15 zł.

## Comunas vizinhas
- Stryszów, Wadowice, Zembrzyce